# August 2003
Acest articol este generat integral pe baza informațiilor din articolul 2003 și este actualizat periodic de un robot.
 Editările făcute în articol vor fi șterse la următoarea actualizare! Dacă doriți să faceți modificări, editați articolul-sursă.

ianuarie -
februarie -
martie -
aprilie -
mai -
iunie -
iulie -
august -
septembrie -
octombrie -
noiembrie -
decembrie
August 2003 a fost a opta lună a anului și a început într-o zi de vineri.

## Evenimente
- 06 august: Al doilea război civil liberian se încheie după ce președintele Charles Taylor demisionează și fuge din țară.
- 06 august: Telescopul Spitzer Spațial este lansat din Cape Canaveral, Florida.
- 06 august: Marte se apropie cel mai aproape de Pământ în ultimii 60.000 de ani.

## Decese
- 3 august: Alexandru Usatiuc-Bulgăr, 88 ani, politician din R. Moldova (n. 1915)
- 3 august: Traian Furnea, 48 ani, poet român (n. 1954)
- 4 august: Valentina Crețoiu, 94 ani, soprană română (n. 1909)
- 4 august: Antonie Bloom)de Suroj (n. Andrei Borisovici Bloom), 89 ani, filosof britanic (n. 1914)
- 5 august: Gheorghe Viziru, 79 ani, jucător român de tenis (n. 1924)
- 7 august: Lorica Gavriliță, 75 ani, medic anatomo-patolog român (n. 1928)
- 10 august: Constantin Galeriu, 85 ani, preot român și profesor de teologie (n. 1918)
- 11 august: Miloș Cristea, 72 ani, arhitect român (n. 1931)
- 14 august: Helmut Rahn, 73 ani, fotbalist german (atacant), (n. 1929)
- 15 august: Janny Brandes-Brilleslijper, 86 ani, evreică neerlandeză, supraviețuitoare a Holocaustului (n. 1916)
- 16 august: Idi Amin, 78 ani, al 3-lea președinte al Ugandei (1971-1979), (n. 1925)
- 24 august: Wilfred Patrick Thesiger, 93 ani, explorator britanic (n. 1910)
- 26 august: Eugenia Dumitrașcu, 72 ani, artistă plastică română (n. 1931)
- 27 august: Lisette Verea, 89 ani, renumită actriță de talie internațională și vedetă a cabaretului românesc (n. 1914)
- 28 august: Irmgard Höchsmann-Maly, 83 ani, scriitoare germană de etnie română (n. 1920)
- 28 august: Maria Neumann, 98 ani, matematiciană română (n. 1905)
- 29 august: Michel Constantin (n. Constantin Hokhloff), 79 ani, actor francez (n. 1924)
- 30 august: Charles Bronson (n. Charles Dennis Buchinsky), 81 ani, actor american de film (n. 1921)
- 30 august: Donald Davidson (Donald Herbert Davidson), 86 ani, filosof american (n. 1917)
- 31 august: Jelena de Belder-Kovačič, 78 ani, botanistă și horticultoare sloveno-belgiană (n. 1925)